# Scybalocanthon imitans
Scybalocanthon imitans är en skalbaggsart som beskrevs av Edgar von Harold 1868. Scybalocanthon imitans ingår i släktet Scybalocanthon och familjen bladhorningar. Inga underarter finns listade i Catalogue of Life.